# Christian Schwarzer
Christian Schwarzer (Braunschweig, 23 de octubre de 1969) es un exjugador de balonmano alemán que jugaba como pivote. Fue uno de los componentes de la Selección de balonmano de Alemania con la que disputó 318 partidos internacionales en los que ha anotó un total de 965 goles, debutando un 21 de noviembre de 1989 contra la selección de la República Democrática alemana. 

## Carrera profesional
Comenzó a jugar a balonmano en las categorías inferiores del TSG Bergedorf, en Hamburgo. Su primer contrato profesional lo firmó con 18 años con el VfL Fredenbeck, donde permaneció hasta 1991 cuando dio el salto al TV Niederwürzbach. En 1999 fichó por el FC Barcelona, en el cual consiguió en su primera temporada todos los títulos disputados en aquella temporada, al imponerse en la Supercopa de Europa, Copa Asobal, Copa del Rey, Liga Asobal y por último en la Liga de Campeones derrotando en la final al conjunto alemán del THW Kiel. En 2001 fichó por el TBV Lemgo, donde coincidiría con sus compañeros de selección Markus Baur, Daniel Stephan, Volker Zerbe, Florian Kehrmann y Christian Ramota. Sus dos últimas temporadas en activo fueron en Mannheim en las filas del Rhein-Neckar Löwen. En total disputó un total de 600 partidos en la Bundesliga en los que anotó 2.208 goles.
Fue un jugador fundamental en los esquemas de Heiner Brand en la selección alemana, contribuyendo decisivamente  en los éxitos de Alemania en esta época. Fue elegido mejor jugador del Campeonato del Mundo de 2003, su mayor distinción individual. 
Tras proclamarse subcampeón olímpico en los Juegos Olímpicos de Atenas de 2004, anunció su retirada de la selección alemana. Sin embargo, fue convocado nuevamente para el Campeonato del Mundo de 2007 disputado en Alemania debido a la lesión de Andrej Klimovets. Disputaría en 2008 sus cuartos Juegos Olímpicos, tras los cuales se retiraría definitivamente de la selección alemana, sumando 27 partidos olímpicos y un total de 81 goles.

## Trayectoria
- VfL Fredenbeck (1987-1991)
- TV Niederwürzbach (1991-1999)
- FC Barcelona (1999-2001)
- TBV Lemgo (2001-2007)
- Rhein-Neckar Löwen (2007-2009)

## Palmarés
- EHF City Cup 1995
- Supercopa de Europa 1999
- Copa ASOBAL 1999
- Copa del Rey 2000
- Liga ASOBAL 2000
- Liga de Campeones de la EHF 2000
- Copa ASOBAL 2000
- Copa de Alemania 2002
- Bundesliga  2003
- Copa EHF  2006

## Méritos y distinciones
- Jugador alemán del año 2001
- Mejor jugador del Campeonato del Mundo de 2003